# استان اب
اِب (به عربی:  محافظة اِب ) نام استانی در کشور یمن در شبه جزیره عربستان است.

## جغرافیا
استان اِب در ۱۴۰ کیلومتری شهر صنعا پایتخت یمن واقع شده‌است.
این استان در قلهٔ کوه «ریمان» قرار دارد و ارتفاعش از سطح دریا در حدود ۶۷۵۰ پا می‌باشد.

## شهرستان‌ها
استان اَب شامل ۲۰ فرمانداری است که به شرح زیر می‌باشند:
| - اب - بعدان - الفرع - الحزم - القفر - الرطمه - السَّیانی - النادره - دَمت | - حبیش - جبله - العُدین - مدیخره - السده - السَبره - الشعر - قعطبة - المخادر |  |

## جمعیت
تعداد جمعیت استان اب در حدود ۳۴۷٬۹۸۷ نفر می‌باشد.
اکثر جمعیت این استان سنی مذهب شافعی هستند.
در این مورد قاضی علی بن صالح ابوالرجال یکی از شاعران قرن یازدهم قصیده‌ای طولانی در وصف اب سروده‌است که چند بیت از آن در اینجا می‌آوریم:

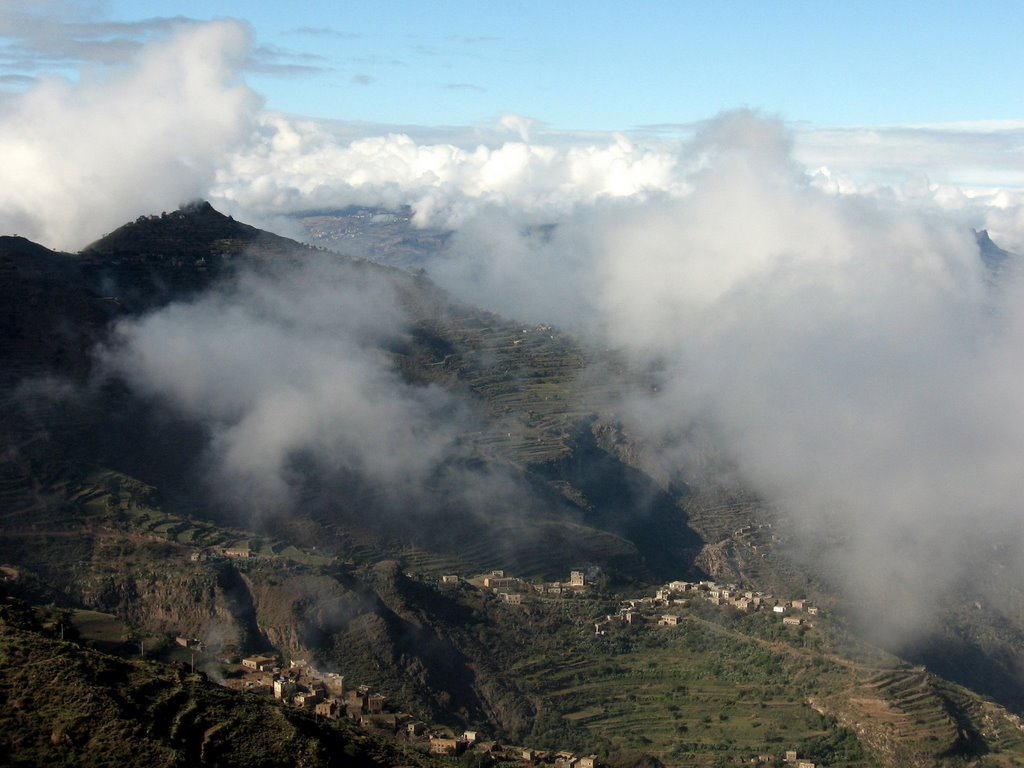

| تأمل ابا حین اب متیم       |  | کساها بدیعاً من غلائلها الخضر    |
| فشبهت مخضر الریاض ونهرها   |  | وقد ساح کالثعبان من شرقها یجری  |
| زبرجدة خضرا جری فوق وجه‌ها  |  | قضیب من البلور والدر کالدر      |
| اذا لبت ثوب الأصیل حسبتها  |  | عروساً کساها الحسن ثوباً من التبر |
| یکاد لمعناها ورقة طبعها    |  | تسیل علی وسط البسیطة کالنهر     |
| ولا عیب فیها غیر ان ظباءها |  | جلبن الهوی من حیث ادری ولا ادری |

## آثار تاریخی
از مهم‌ترین آثار تاریخی این استان «مسجد العمری» است. بنای این مسجد به دوران عمر بن الخطاب بر می‌گردد. همچنین به نام (والدار البیضاء) نسبتاً به: «البیضاء بنت شمر برعش نیز نامیده می‌شود»، از بناهای تاریخی دیگر این استان از «مدرسهٔ النظاریه» که بنام (المشّنة) معروف است می‌توان نام برد. این بنا در قرن دهم هجری قمری توسط الامیر: «جمال الدین محمد بن محمد بن معان النظاری یکی از رجالات دولت الظافریه» بنا نهاده شده‌است. شهرستان اب در دوران قدیم از چهار جانب دیوار بند بوده‌است ودارای پنج دروازه بوده‌است: باب الکبیر، باب الراکزه، باب النصر، باب سُنبل، وباب الجدید.